# Modelado (arte)

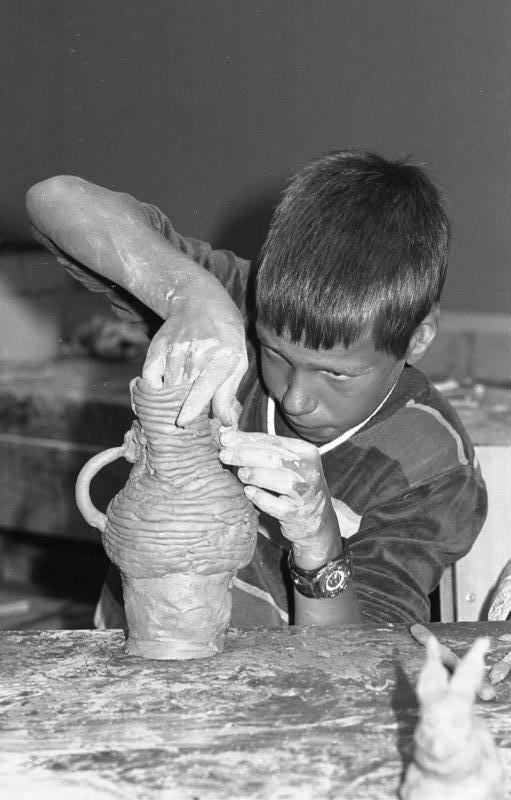
Modelando una jarra.

En artes plásticas, se entiende por modelado de creación de una representación o imagen (el modelo) de un objeto real, y consiste en la elaboración manual, generalmente en arcilla o cera, de una imagen tridimensional de dicho objeto.
Un modelo es por tanto una representación parcial o simplificada de la realidad que recoge aquellos aspectos de relevancia para las intenciones del modelador, y de la que se pretende extraer conclusiones de tipo predictivo. Se modela para comprender mejor o explicar mejor un proceso o unas observaciones. Un mismo objeto puede ser modelado con distintas técnicas y con distintas intenciones, de forma que cada modelo resalta solo ciertos aspectos del objeto.

## Pintura
En pintura, el modelado se utiliza para sugerir un volumen o imagen de bulto redondo. Desde la pintura rupestre, como en las Cuevas de Altamira, ya se alcanzaba este efecto utilizando el propio relieve de las rocas sobre las que se pintaba. De otra forma, el modelado se consigue con las gradaciones de las luces y las sombras. Los tenebristas tienen la característica de utilizar un contraste duro, muy fuerte, mientras que en la pintura renacentista, es mucho más suave.

## Alfarería
En alfarería es el conjunto de técnicas de fabricación cerámica que permite componer piezas. Pueden diferenciarse tres técnicas elementales:
- Modelado a mano o urdido, con la sola ayuda de herramientas sencillas.
- Modelado a torno, sea el primitivo manual, el de rueda o el eléctrico.
- Modelado a esteque (o con calibrador), cuando se emplea una plantilla fija que da a las piezas resultantes un perfil regularizado. Esta técnica está asociada al uso del torno rápido.